# Wischnjowoje (Kaliningrad, Prawdinsk)
Wischnjowoje (russisch Вишнёвое, deutsch Altendorf, Kreis Gerdauen) ist ein Ort in der russischen Oblast Kaliningrad. Er gehört zur kommunalen Selbstverwaltungseinheit Stadtkreis Prawdinsk im Rajon Prawdinsk.

## Geografische Lage
Wischnjowoje liegt im Südosten des Rajon Prawdinsk zwei Kilometer südöstlich der Siedlung städtischen Typs Schelesnodoroschny und drei Kilometer nördlich der russisch-polnischen Grenze.

## Verkehr
Durch Wischnjowoje verläuft die Regionalstraße 27A-028 (ex A 196). Im Ort endet die Kommunalstraße 27K-070 aus Druschba über Gussewo.

## Geschichte
Im Jahre 1874 wurde der früher Altendorf genannte Ort in den neuerrichteten Amtsbezirk Schloß Gerdauen eingegliedert und gehörte bis 1945 zum Landkreis Gerdauen im Regierungsbezirk Königsberg der preußischen Provinz Ostpreußen. Im Jahre 1910 zählte das Dorf 656 Einwohner.
Nach Auflösung des Amtsbezirks Schloß Gerdauen und kurzer Übergangszeit als Amtsbezirk mit Sitz in Wandlacken wurde Altendorf selbst Sitz und namensgebender Ort des neuformierten „Amtsbezirks Altendorf“.
1933 waren in Altendorf 784 Einwohner registriert. Ihre Zahl sank bis 1939 auf 717.
Als Folge des Zweiten Weltkrieges kam Altendorf im Jahr 1945 zur Sowjetunion und wurde 1947 in Wischnjowoje umbenannt. Gleichzeitig wurde der Ort Verwaltungssitz eines Dorfsowjets. Von 2004 bis 2015 gehörte der Ort zur städtischen Gemeinde  Schelesnodoroschnoje gorodskoje posselenije und seither zum Stadtkreis Prawdinsk.

### Amtsbezirk Altendorf (bis 1945)
Am 18. Mai 1930 wurde der seit 1874 bestehende Amtsbezirk Wandlacken  in „Amtsbezirk Altendorf“ umbenannt. Bis 1945 gehörten zu ihm fünf kommunale Einheiten:
| Name (bis 1946) | Heutiger Name |
| --------------- | ------------- |
| Altendorf       | Wischnjowoje  |
| Klinthenen      | Snamenka      |
| Prätlack        | Krymskoje     |
| Schiffus        | Siwoszewo 1   |
| Wandlacken      | Swerewo       |

### Wischnjowski selski Sowet/okrug 1947–2004
Der Dorfsowjet Wischnjowski selski Sowet (ru. Вишнёвский сельский Совет, Wischnjowski selski Sowet) wurde im Juni 1947 zunächst im Rajon Prawdinsk eingerichtet. Im Juli 1947 wurde er dann in den neu gebildeten Rajon Schelesnodoroschny eingeordnet. Nach der Auflösung dieses Rajons Ende 1962 gelangte der Dorfsowjet (wieder) in den Rajon Prawdinsk. Nach dem Zerfall der Sowjetunion bestand die Verwaltungseinheit als Dorfbezirk Wischnjowski selski okrug (ru. Вишнёвский сельский округ). Die sich Ende 2004 noch im Dorfbezirk Wischnjowski befindlichen 19 Siedlungen wurden dann in die städtische Gemeinde Schelesnodoroschnoje gorodskoje posselenije eingegliedert.
| Ortsname                            | Name bis 1947/50                                           | Bemerkungen |
| ----------------------------------- | ---------------------------------------------------------- | --- |
| Aiwasowskoje (Айвазовское)          | Trausen, Forsthaus                                         | Der Ort wurde 1950 umbenannt.                                                                                            |
| Annowka (Анновка)                   | Trilinde                                                   | Der Ort wurde 1950 umbenannt und vor 1975 verlassen.                                                                     |
| Anochino (Анохино)                  | Eichwalde                                                  | Der Ort wurde 1950 umbenannt und vor 1975 verlassen.                                                                     |
| Beresowka (Березовка)               | Schneiderin                                                | Der Ort wurde 1950 umbenannt, war zunächst in den Dorfsowjet Nowo-Bobruiski eingeordnet und wurde vor 1975 verlassen.    |
| Bestuschewo (Бестужево)             | Spierau                                                    | Der Ort wurde 1950 umbenannt und 1997 aus dem Ortsregister gestrichen.                                                   |
| Borodino (Бородино)                 | Barragin, 1938–1945 „Georgenhain“                          | Der Ort wurde 1947 umbenannt und war zunächst in den Dorfsowjet Mosyrski eingeordnet.                                    |
| Cholmogorje (Холмогорье)            | Wisdehlen, Peißnick, Gneisenau, Partsch und Mühling        | Die Orte wurden 1947 umbenannt.                                                                                          |
| Derschawino (Державино)             | Döhrings                                                   | Der Ort wurde 1950 umbenannt und vor 1988 verlassen.                                                                     |
| Deschnewo (Дежнево)                 | Damerau, Forsthaus                                         | Der Ort wurde 1950 umbenannt und vermutlich vor 1975 an die Siedlung städtischen Typs Schelesnodoroschny angeschlossen.  |
| Gogolewskoje (Гоголевское)          | Althof                                                     | Der Ort wurde 1950 umbenannt.                                                                                            |
| Iljuschino (Ильюшино)               | Melchersdorf                                               | Der Ort wurde 1950 umbenannt und war zunächst in den Dorfsowjet Mosyrski eingeordnet. Er wurde vor 1975 verlassen.       |
| Kostromino (Костромино)             | Großheim, Grünheim, Neumühl, Kortmedien und Groß Allendorf | Die Orte wurden 1947 umbenannt.                                                                                          |
| Krupino (Крупино)                   | Carlswalde                                                 | Der Ort wurde 1950 umbenannt und vor 1975 verlassen.                                                                     |
| Krymskoje (Крымское)                | Prätlack                                                   | Der Ort wurde 1950 umbenannt.                                                                                            |
| Leskowo (Лесково)                   | Klinthenen, Forsthaus                                      | Der Ort wurde 1950 umbenannt und vor 1975 verlassen.                                                                     |
| Lipnjaki (Липняки)                  | Trausen, Gut                                               | Der Ort wurde 1947 umbenannt.                                                                                            |
| Ljublino (Люблино)                  | Lablack                                                    | Der Ort wurde 1950 umbenannt und vor 1988 verlassen.                                                                     |
| Malachowo (Малахово)                | Ziegelhöfchen                                              | Der Ort wurde 1950 umbenannt und war zunächst in den Dorfsowjet Nowo-Bobruiski eingeordnet. Er wurde vor 1975 verlassen. |
| Marinowka (Мариновка)               | Wilhelmshof                                                | Der Ort wurde 1950 umbenannt und vor 1988 verlassen.                                                                     |
| Mendelejewo (Менделеево)            | Miggental                                                  | Der Ort wurde 1950 umbenannt und vor 1975 verlassen.                                                                     |
| Metschnikowo (Мечниково)            | bei Mauenwalde                                             | Der Ort wurde 1950 umbenannt und vor 1975 verlassen.                                                                     |
| Michailowka (Михайловка)            | Linde                                                      | Der Ort wurde 1950 umbenannt.                                                                                            |
| Mochowoje (Моховое)                 | Eberswalde                                                 | Der Ort wurde 1950 umbenannt und vor 1975 verlassen.                                                                     |
| Nekrassowo (Некрасово)              | Mauenwalde                                                 | Der Ort wurde 1950 umbenannt und vor 1975 verlassen.                                                                     |
| Nikitino (Никитино)                 | Bawien, 1938–1945 „Bauden“                                 | Der Ort wurde 1950 umbenannt.                                                                                            |
| Nowo-Bijskoje (Ново-Бийское)        | Friedrichswalde                                            | Der Ort wurde 1947 umbenannt.                                                                                            |
| Nowo-Galitscheski (Ново-Галический) | Adamswalde mit Kröchern                                    | Der Ort wurde 1947 umbenannt und vor 1988 verlassen.                                                                     |
| Nowosjolki (Новосёлки)              | Neuendorf                                                  | Der Ort wurde 1947 umbenannt.                                                                                            |
| Nowostrojewo (Новостроево)          |                                                            | Neusiedlung am nordwestlichen Ortsrand von Schelesnodoroschny                                                            |
| Odojewskoje (Одоевское)             | Neuendorfshof                                              | Der Ort wurde 1950 umbenannt und vor 1975 verlassen.                                                                     |
| Ogarjowo (Огарёво)                  | (Groß) Schellenberg                                        | Der Ort wurde 1950 umbenannt und vor 1975 verlassen.                                                                     |
| Oserki (Озерки)                     | Georgenfelde                                               | Der Ort wurde 1947 umbenannt und war zunächst in den Dorfsowjet Mosyrski eingeordnet.                                    |
| Poleschajewo (Полежаево)            | Georgenwalde                                               | Der Ort wurde 1950 umbenannt, war zunächst in den Dorfsowjet Mosyrski eingeordnet und wurde vor 1975 verlassen.          |
| Ranneje (Раннее)                    | Rathsthal                                                  | Der Ort wurde 1950 umbenannt und vor 1975 verlassen.                                                                     |
| Rylejewo (Рылеево)                  | Bettyhof                                                   | Der Ort wurde 1950 umbenannt, war zunächst in den Dorfsowjet Mosyrski eingeordnet und wurde vor 1975 verlassen.          |
| Schaposchnikowo (Шапошниково)       | Klein Gerdauen                                             | Der Ort wurde 1950 umbenannt und vor 1975 verlassen.                                                                     |
| Slawjanskoje (Славянское)           | Hochheim                                                   | Der Ort wurde 1950 umbenannt und vor 1975 verlassen.                                                                     |
| Smeloje (Смелое)                    | Arnsdorf                                                   | Der Ort wurde 1950 umbenannt und vor 1975 verlassen.                                                                     |
| Snamenka (Знаменка)                 | Klinthenen                                                 | Der Ort wurde 1947 umbenannt.                                                                                            |
| Sori (Зори)                         | Posegnick                                                  | Der Ort wurde 1950 umbenannt und vor 1975 verlassen.                                                                     |
| Sowchosnoje (Совхозное)             | Christinenfeld mit Neuhof                                  | Der Ort wurde 1947 umbenannt.                                                                                            |
| Stanislawskoje (Станиславское)      | Klein Schellenberg und Gut Ludwigsburg                     | Der Ort wurde 1950 umbenannt und vor 1975 verlassen.                                                                     |
| Swerewo (Зверево)                   | Wandlacken                                                 | Der Ort wurde 1950 umbenannt.                                                                                            |
| Swjosdnoje (Звёздное)               | Karolinenhof                                               | Der Ort wurde 1950 umbenannt und vor 1975 verlassen.                                                                     |
| Tichonowo (Тихоново)                | Gerdauenhöfchen                                            | Der Ort wurde 1950 umbenannt und vor 1975 verlassen.                                                                     |
| Tschaadajewo (Чаадаево)             | Borlost                                                    | Der Ort wurde 1950 umbenannt.                                                                                            |
| Tschaikino (Чайкино)                | Rauschen                                                   | Der Ort wurde 1950 umbenannt.                                                                                            |
| Tschechowo (Чехово)                 | Ernstwalde                                                 | Der Ort wurde 1950 umbenannt und vor 1975 verlassen.                                                                     |
| Uschinskoje (Ушинское)              | Waldhöhe                                                   | Der Ort wurde 1950 umbenannt und vor 1975 an den Ort Nowostrojewo angeschlossen.                                         |
| Wischnjowoje (Вишнёвое)             | Altendorf                                                  | Verwaltungssitz |
| Wolnoje (Вольное)                   | Wolla, 1938–1945 „Ebenau“                                  | Der Ort wurde 1947 umbenannt.                                                                                            |
| Wostotschnoje (Восточное)           | Königsfelde                                                | Der Ort wurde 1950 umbenannt und vor 1975 verlassen.                                                                     |

## Kirche
Mit einer überwiegend evangelischen Bevölkerung war Altendorf bis 1945 in das Kirchspiel Gerdauen (russisch: Schelesnodoroschny) im gleichnamigen Kirchenkreis innerhalb der Kirchenprovinz Ostpreußen der Kirche der Altpreußischen Union eingepfarrt.
Heute liegt Wischnjowoje im Bereich der Kirchenregion Tschernjachowsk (Insterburg), einer Neugründung der 1990er Jahre, die zur Propstei Kaliningrad der Evangelisch-Lutherischen Kirche Europäisches Russland (ELKER) gehört.